# Głęboka Droga
Głęboka Droga [pronunciación en polaco: /ɡwɛmˈbɔka ˈdrɔɡun/] es un pueblo ubicado en el distrito administrativo de Gmina Przysucha, dentro del Condado de Przysucha, Voivodato de Mazovia, en del este-Polonia central. Se encuentra aproximadamente a 12 kilómetros al sur de Przysucha y a 110 kilómetros al sur de Varsovia.